# Penungkulan
Penungkulan is een bestuurslaag in het regentschap Purworejo van de provincie Midden-Java, Indonesië. Penungkulan telt 2495 inwoners (volkstelling 2010).